# Unicodeblock Vereinheitlichte CJK-Ideogramme/Grafiktafeln

## Grafiktafeln für den Unicodeblock Vereinheitlichte CJK-Ideogramme
| Darstellung der Zeichen U+4E00 bis U+57FF als Grafik.                                                 |
| Darstellung der Zeichen U+5800 bis U+5FFF als Grafik.                                                 |
| Darstellung der Zeichen U+6000 bis U+67FF als Grafik.                                                 |
| Darstellung der Zeichen U+6800 bis U+6FFF als Grafik.                                                 |
| Darstellung der Zeichen U+7000 bis U+77FF als Grafik.                                                 |
| Darstellung der Zeichen U+7800 bis U+7FFF als Grafik.                                                 |
| Darstellung der Zeichen U+8000 bis U+87FF als Grafik.                                                 |
| Darstellung der Zeichen U+8800 bis U+8FFF als Grafik.                                                 |
| Darstellung der Zeichen U+9000 bis U+97FF als Grafik.                                                 |
| Darstellung der Zeichen U+9800 bis U+9FFF als Grafik. Schraffierte Felder sind unbesetzte Codepoints. |
| --- |